# Dollesbach
Der Dollesbach ist ein Waldbach in den Ellwanger Bergen im Gebiet der Gemeinde Bühlerzell im Landkreis Schwäbisch Hall im nordöstlichen Baden-Württemberg. Nach einem über zwei Kilometer langen Lauf etwa nach Südosten mündet er fast drei Kilometer südsüdöstlich des Bühlerzeller Weilers Kammerstatt am Ostrand des Gemeindegebietes von rechts in die obere Blinde Rot.

## Geographie

### Verlauf
Der Dollesbach entsteht etwa 600 m östlich des Bühlerzeller Weilers Kammerstatt auf etwa 482 m ü. NHN am Rande einer Hangwiese im Gewann Mittelfeld aus dem Zusammenlauf zweier Entwässerungsgräben, wenige Meter vor der Waldgrenze. Der längere der beiden Gräben setzt etwa 250 m weiter westlich fast unter einer Freileitung auf etwa 488 m ü. NHN ein und damit weniger als 15 m unter dem örtlichen Geländehoch beim Kammerstatter Wasserturm.  Der junge Bach fließt nach Osten in den Wald ein und trennt hier die Gewanne Ödenfeld im Norden von Birking im Süden. Nach der Aufnahme einiger Hangbäche von links und etwa 700 m Lauf beginnt er sich auf etwa 462 m ü. NHN nach Süden zu wenden. Nach etwa 1,4 km vereint er sich dann auf etwa 454 m ü. NHN mit seinem von rechts kommenden, mit etwa 1,1 km längsten Zufluss, der aus Richtung Westen heranzieht, und fließt künftig weiter nach Südosten. Schon ein paar Dutzend Meter weiter fließt er in den etwa 1,3 ha großen und etwa 230 m langen Treibsee ein.
Nach dem See setzt er seinen Lauf in gleicher Richtung fort. Insgesamt 2,6 km nach seiner Quelle mündet er auf etwa 438 m ü. NHN an der Südostspitze des Waldgewanns Buchknock von rechts in die Blinde Rot, etwa 100 m unterhalb der Mündung des Fuchsbaches von gegenüber, wo eine Wegbrücke den kleinen Fluss quert, und ebenso weit oberhalb der des Scherrbaches von der Dollesbach-Seite.

### Einzugsgebiet

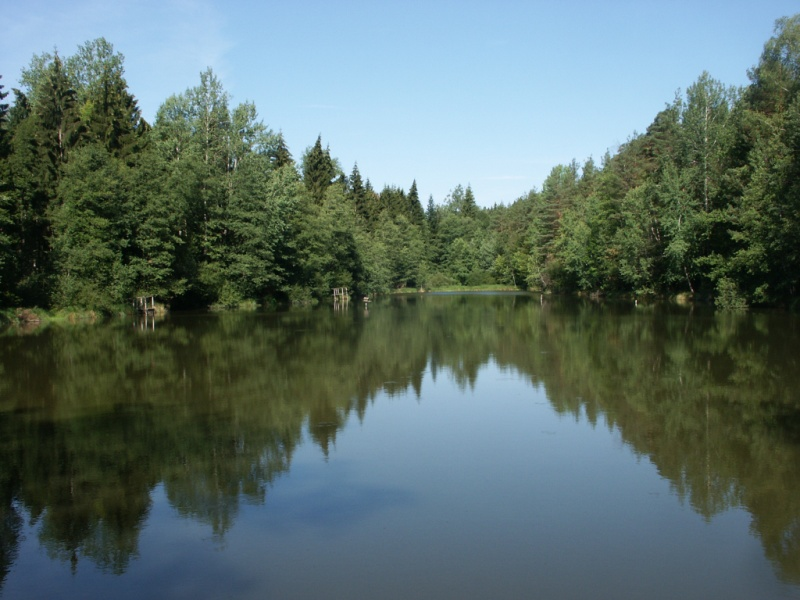
Der Treibsee am Mittellauf des Dollesbachs

Der Dollesbach hat ein 2,4 km² großes Einzugsgebiet, das naturräumlich ein Teil des Unterraums Ellwanger Berge der Schwäbisch-Fränkischen Waldberge ist. Es hat ungefähr die Gestalt eines nach Südosten gerichteten, an der stumpfen Seite gerundeten Keils.
Der höchste Punkt liegt im Ortsbereich von Kammerstatt auf dem kleinen Geländehöcker des dortigen Wasserturms und erreicht wenig über 500 m ü. NHN. Von dort aus zieht die Wasserscheide zum Braunen Bach, der durch den Weiler Holenstein und über den Avenbach in die Bühler entwässert, ostnordostwärts entlang der K 2628 von Kammerstatt bis zum Waldeintritt der Straße und gleich danach zu einer Forsthütte an ihrem Nordknick. Ab dort liegt jenseits der nun in einem Bogen nach Südosten bis zur Mündung etwa auf der Trasse der Kammstraße auf dem Buchknock ziehenden Wasserscheide die Wolfsklinge, der diese entwässernde Bach mündet oberhalb des Dollesbachs ebenfalls in die Blinde Rot.
Von der Mündung zieht die südliche Wasserscheide zum Scherrbach, dem nächsten Zufluss der Blinden Rot, lange westwärts bis an den Waldrand und die von Kammerstatt in Richtung Adelmannsfelden führende K 2627. Das restliche Stück der Gesamtwasserscheide zieht über die Felder des Gewanns Fessel nordwestwärts bis zurück nach Kammerstatt; das Gelände jenseits wird dort von dessen Zufluss Forchenbach und zuletzt vom Gruppenbach nun wieder zur Bühler hin entwässert.
Vom Einzugsgebiet liegt nur etwa ein Viertel in freier Flur, es handelt sich dabei um den sanften Hang zwischen Kammerstatt und der Waldgrenze im Osten und Südosten. Einzig besiedelt ist der äußerste Westen, hier liegt der östliche Ortsteil von Kammerstatt auf dem Hanggipfel. Die übrigen drei Viertel des Einzugsgebietes sind bewaldet, es dominiert der Nadelwald vor dem Mischwald; reiner Laubwald kommt fast nirgends vor.
Das gesamte Einzugsgebiet liegt im Gemeindegebiet von Bühlerzell.

### Zuflüsse und Seen
Liste der Zuflüsse und  Seen von der Quelle zur Mündung. Gewässerlänge, Seefläche, Einzugsgebiet und Höhe nach den entsprechenden Layern auf der Onlinekarte der LUBW. Andere Quellen für die Angaben sind vermerkt.
Ursprung des Dollesbachs auf etwa 482 m ü. NHN am Zusammenlauf zweier Gräben etwa 0,6 km östlich von Bühlerzell-Kammerstatt am Rand einer Wiese im Gewann Mittelfeld zum Waldgewann Ödenfeld. Der Bach fließt zwischen diesem und dem Waldgewann Birking rechts zunächst östlich, dann südlich.
- (Bach von der Straße nach Adelmannsfelden), von rechts und Westen auf etwa 454 m ü. NHN kurz vor dem Treibsee, 1,1 km und ca. 0,9 km².[LUBW 5] Der Dollesbach selbst hat bis zu diesem Zufluss eine Länge von 1,4 km und ein ebenfalls ca. 0,9 km²[LUBW 5] großes Teileinzugsgebiet, er fließt ab dort beständig südöstlich.
  -  Entfließt dem obersten, noch am Waldrand liegenden einer Kette von drei nahe aufeinanderfolgenden auf 482–475 m ü. NHN durchflossenen Teichen ca. 0,6 km südöstlich von Kammerstatt in Feld- und Waldgewann Birking, zusammen 0,2 ha.
- Durchfließt auf etwa 450 m ü. NHN den Treibsee, 1,3 ha.

Mündung des Dollesbachs von rechts und Nordwesten auf ca, 438 m ü. NHN ca, 2,7 km ostsüdöstlich von Kammerstatt in die obere Blinde Rot. Der Bach ist 2,6 km lang und hat ein 2,4 km² großes Einzugsgebiet.

## Geologie
Der zulaufende längere Graben vor dem Ursprung liegt im Stubensandstein (Löwenstein-Formation), der Dollesbach selbst beginnt an der Grenze zu den Oberen Bunten Mergeln (Mainhardt-Formation), die er in steiler Klinge bald durchschneidet, um dann bis zur Mündung im Kieselsandstein (Hassberge-Formation) zu verbleiben. Der größere rechte Zufluss aus Richtung Westen verläuft im geologischen Profil analog.
An den Rändern des Einzugsgebietes im Norden (Straßenknick der K 2628 nach Norden) und im Süden (Höhenweg zwischen Dollesbach und Scherrbach) liegen kleinere alte und verfallene Gruben im Stubensandstein.

## Geschichte
Der heute nur mehr als Fischsee genutzte Treibsee am Mittellauf wurde als Schwellweiher für die ehedem an der Blinden Rot betriebene Holzflößerei angelegt.

## Natur und Schutzgebiete
Der Dollesbach wie sein einziger großer Zufluss sind größtenteils naturbelassene Bäche, die sich in Kleinmäandern durch ihre schmalen Kerbtalgründe winden. Im 0,5–2,5 m breiten Bett lagert sandiges Sediment. Unterhalb des Treibsees ist das Bachwasser trübe.
Das Tal und der rechte Hang von etwas oberhalb des Treibsees an sind Teil des Landschaftsschutzgebietes Oberes Blinde-Rot-Tal. Wegen im von den mäandernden Bächen durchzogenen Tal vorkommender Altarme und naturnaher Uferbereiche stehen das untere Dollesbach- wie das untere von Westen zulaufende Nebental unter Biotopschutz. Ebenfalls unter Biotopschutz stehen knapp 10 ha Wald über dem rechten Hang des zulaufenden Tals. Eine Eiche am westlichen Waldrand beim Anfang des ins Tal führenden Waldwegs ist Naturdenkmal, ebenso wie eine Forche wenig unterhalb des Treibsee-Dammes und der gesamte Treibsee mit seinen Uferbereichen.

## Wald- und Wanderwege
Die Etappe von Rosenberg-Willa nach Bühlertann des Wanderweges Bühlersteig von Ellwangen nach Schwäbisch Hall quert den obersten Dollesbach.
Über den rechten Hang des westlichen Dollesbach-Zuflusses tritt an dessen Mündung ein Waldweg ins Tal ein, der im Folgenden bis zur Dollesbach-Mündung links am unteren Hang des Dollesbaches entlang zieht. Auf ihm verläuft ein Wanderweg des Schwäbischen Albvereins von Bühlerzell im Westen über die Blinde Rot hinweg zum Hohenberg im Osten.
Er ist bis zur Blinden Rot, ebenso wie ein rechts von ihm zum Höhenrücken zwischen Dollesbachtal und Scherrbachtal abzweigender Waldweg und der Höhenweg auf dem Kamm des Buchknocks an der nordwestlichen Wasserscheide, durch Parkmöglichkeiten am Anfang sowie das gemäßigte Höhenprofil ein im Sommer frequentierter, kurzer Sonntags-Waldwanderweg.

### LUBW
Amtliche Online-Gewässerkarte mit passendem Ausschnitt und den hier benutzten Layern: Lauf und Einzugsgebiet des Dollesbachs

Allgemeiner Einstieg ohne Voreinstellungen und Layer: Daten- und Kartendienst der Landesanstalt für Umwelt Baden-Württemberg (LUBW) (Hinweise)
1. 1 2 3  Höhe nach dem Höhenlinienbild auf dem Hintergrundlayer Topographische Karte.
2. 1 2  Länge nach dem Layer Gewässernetz (AWGN).
3. 1 2  Einzugsgebiet nach dem Layer Basiseinzugsgebiet (AWGN).
4. ↑  Seefläche nach dem Layer Stehende Gewässer.
5. 1 2  Einzugsgebiet abgemessen auf dem Hintergrundlayer Topographische Karte.
6. ↑  Schutzgebiete nach den einschlägigen Layern, Natur teilweise nach dem Layer Biotop.

### Andere Belege
1. ↑  Nach der Ortsdarstellung von Holenstein auf der Gemeindewebseite von Bühlerzell hat der zugehörige Weiler Kammerstatt etwa 70 Einwohner, von der Siedlungsfläche entwässert allenfalls der dritte Teil zum Dollesbach.
2. ↑  Wolf-Dieter Sick: Geographische Landesaufnahme: Die naturräumlichen Einheiten auf Blatt 162 Rothenburg o. d. Tauber. Bundesanstalt für Landeskunde, Bad Godesberg 1962. → Online-Karte (PDF; 4,7 MB)
3. ↑  Geologie nach den Layern zu Geologische Karte 1:50.000 auf: Mapserver des Landesamtes für Geologie, Rohstoffe und Bergbau (LGRB) (Hinweise). Ein ähnliches Bild bietet die unter → Literatur aufgeführte geologische Karte.
4. ↑  Stubensandsteingruben nach dem Begleitheft zur lokalen geologischen Karte, siehe →Literatur.